# John W. Johnston

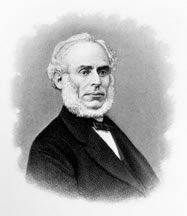
John W. Johnston

John Warfield Johnston (* 9. September 1818 im Washington County, Virginia; † 27. Februar 1889 in Richmond, Virginia) war ein US-amerikanischer Politiker der Demokratischen Partei. Von 1870 bis 1883 saß er für den US-Bundesstaat Virginia im US-Senat.

## Biographie
Johnston wurde als einziges Kind von Dr. John Warfield Johnston und Louisa Smith Bowen im Haus seines Großvaters im Washington County in Virginia geboren. Johnston besuchte die Abingdon Academy, das South Carolina College sowie die University of Virginia. Dort studierte er Jura. 1839 wurde er als Rechtsanwalt zugelassen und eröffnete eine Kanzlei in Tazewell. Am 12. Oktober 1841 heiratete er Nicketti Buchanan Floyd, die Tochter des früheren Gouverneurs von Virginia, John Floyd. Gemeinsam hatten beide zwölf Kinder.
Zwischen 1844 und 1846 diente Johnston als Commonwealth Attorney im Tazewell County. Von 1846 bis 1848 war er schließlich Mitglied im Senat von Virginia. Während des Bürgerkrieges war er unter anderem als Ratsmitglied in Abingdon tätig. Nach Ende des Krieges eröffnete er 1867 eine Schule für Mädchen in Abingdon. Von 1869 bis 1870 war Johnston als Richter am Circuit Superior Court for Law and Chancery in Virginia tätig. Etwa um 1869 ging Johnston eine Partnerschaft mit einem jungen, ortsansässigen Anwalt namens Daniel Trigg ein. Trigg wurde später sein Schwiegersohn.
Zwischen 1870 und 1883 vertrat Johnston Virginia schließlich im US-Senat. Dort gehörte er unter anderem dem United States Senate Committee on Agriculture, Nutrition and Forestry an, dessen Vorsitzender er von 1879 bis 1881 war. 1883 schied Johnston schließlich aus dem Senat aus.
Nach seinem Ausscheiden aus der aktiven Politik zog er sich nach Richmond zurück, wo er wiederum als Anwalt tätig war. Am 27. Februar 1889 starb Johnston in Richmond. Er wurde auf dem St. Mary's Cemetery in Wytheville beigesetzt.